# Alchemilla lasenii
Alchemilla lasenii é uma espécie de rosácea do gênero Alchemilla, pertencente à família Rosaceae.